# Guignolée
La guignolée est un événement annuel ayant lieu au Québec, au Nouveau-Brunswick, en Nouvelle-Écosse et en Ontario dans les derniers jours de novembre ou premiers de décembre, ainsi qu'aux États-Unis où elle est connue dans deux localités (Prairie-du-Rocher (Illinois) et Sainte-Geneviève (Missouri)) sous le nom de guiannée (en). Elle prend la forme d'une collecte de nourriture non périssable et d'argent pour venir en aide aux plus démunis, en préparant des « paniers de Noël » remplis d'aliments non périssables.

## Origines
Originaire des campagnes, cette fête de partage avait originellement lieu la veille du Nouvel An, et comptait sur la participation des habitants d'un même rang, par opposition à certaines autres activités communautaires qui impliquaient une paroisse au complet.
La première guignolée québécoise aurait été organisée par la Société de Saint-Vincent-de-Paul, une organisation charitable catholique, en 1861 ou 1862. Les villageois passaient de porte en porte, chantant des cantiques de Noël, et amassant des denrées non périssables. Une chanson traditionnelle, spéciale pour l'occasion, était habituellement chantée par les volontaires.
Terme dénué de toute connotation religieuse au départ, le mot « guignolée » puiserait son origine dans l'expression « Au gui, l'an neuf ! » et donc dans le personnage folklorique de Guillaneu. En joual québécois, « Au gui, l'an neuf » se prononce : « Au gui, l'an neu' », ce qui se rapproche plus du mot utilisé aujourd'hui. Le gui est une plante qui ne pousse pas au Canada.
Les personnes qui participent à la guignolée sont familièrement appelées les « guignoleux » ou « guignoleuses ». Ils portent un foulard arc-en-ciel, une tuque rouge avec un pompon, des têtes de chats attachées à leur ceinture et ils tiennent une cloche qu'ils doivent sonner en arrivant chez les gens. Également, ils peuvent chanter ou réciter une certaine petite chanson en faisant du porte à porte : « La guignolée, la guignoloche, mettez des sous dans notre poche. »

## Aujourd'hui
Au XXIe siècle, la guignolée conserve des racines chrétiennes, mais prend aussi la forme de campagnes organisées par des organismes à but non lucratif, des compagnies, des gens d'affaires. Elle bénéficie de l'apport de différents milieux et du soutien des médias, qui mettent leurs rivalités de côté une fois l'an pour coordonner leurs efforts dans cette quête pour les moins favorisés.